# Place du Royaume
Place du Royaume est un centre commercial situé à Chicoutimi, au Québec. Il est le plus imposant centre commercial de la région du Saguenay–Lac-Saint-Jean. Inauguré en 1973, il fut rénové la dernière fois en 2008. Il se trouve à 10 minutes de l'UQAC. Le centre contient environ 130 commerces et services,.

## Historique
Le centre commercial a ouvert ses portes en août 1973 avec 75 magasins, dont les majeurs étaient Woolco et Steinberg.
En 1977, le centre commercial a subi un premier agrandissement avec l'ajout du magasin La Baie.
Woolco est devenu Wal-Mart en 1994. Steinberg's devint Parade en 1985, une bannière de Steinberg's, puis changea pour une autre bannière du géant de l'alimentation, Super Marché Avantage, en 1987. En 1990, Héritage prit le local de l'ancien Steinberg's mais vendit une partie de l'espace, maintenant occupé par d'autres commerces. Héritage céda l'espace à Provigo en 1995, avant de devenir un Future Shop en 2003. Best Buy occupe les locaux de Future Shop depuis 2015.
Le magasin La Baie a fermé en mai 2007. Le local a été séparé en plusieurs boutiques comme Winners, Urban Planet, Suzy Shier, Amnesia et Tommy Hilfiger.
Les magasins qui ont fermé au cours des dernières années : Woolco, Toys 'R' Us, Distribution Aux Consommateurs, La Baie, Steinberg, Cohoes, Banque Scotia, Tristan & America, Le monde des athlètes, A&W, Aventure Électronique, Aéropostale, Bombay, Mexx, .... Depuis 2020, le nombre de fermetures définitives dans ce centre commercial s'est accéléré. 

## Localisation
Le centre commercial Place du Royaume se trouve sur le Boulevard Talbot et la rue des Saguenéens. Il est entouré par la rue des Champs-Élysées qui rejoint le Boulevard Talbot au Canadian Tire.

## Magasins
Les principaux magasins sont : Canadian Tire, Walmart, Winners, Best Buy, Cinéma Odyssée, Sports Experts/Atmosphère, Pharmaprix, L'Équipeur, Urban Planet, Best Buy, Old Navy et Yellow.
On y retrouve des boutiques internationales telles Tommy Hilfiger, Jack & Jones, Yves Rocher, La Senza, et plusieurs autres.
Il y a également près du cinéma, une grosse foire alimentaire avec des restaurants comme Tim Hortons, McDonald's,Thaï Express, PFK, Au vieux Duluth Express, etc.